# Большой Тудер
Большой Тудер (устар. Тудер, Губень) — река в России, протекает по Тверской и Новгородской областям. Правый приток Куньи.
Река вытекает из озера Игнатовское в Андреапольском районе Тверской области. В верхнем течении река называется Тудер. В месте впадения Поланейки (71 км от устья) река пересекает границу с Холмским районом Новгородской области. Устье реки находится в 2,9 км от устья Куньи, в 2 километрах к юго-западу от центра города Холм.
Длина реки составляет 94 км, площадь водосборного бассейна — 879 км². У деревни Залесье (примерно в 7 км от устья) ширина реки — 30 метров, глубина — полтора метра.

## Притоки
- Слева у деревни Старково впадает Пестовка.
- В 76 км от устья впадает левый приток Горня.
- В 71 км от устья впадает левый приток Поланейка.
- В 48 км от устья у деревни Устье, впадает правый приток Оборля.
- В 38 км от устья впадает левый приток Ленница.
- В 35 км от устья впадает левый приток Крутовка.
- У деревни Стифоновка справа впадает Черновская.
- У деревни Наход справа впадает Коломенец
- У деревни Сопки справа впадают Маринец и Лебединец

## Населённые пункты
У истока по берегам Тудера стоят деревни Аксёновского сельского поселения Андреапольского района Аксёново, Речка, Мякишево, Старинка и Паньково.
Ниже в Холмском районе река протекает по территории Тогодского сельского поселения. По берегам Большого Тудера стоят деревни Тогодь, Калинкино, Борок, Рябово, Хвоиново, Удобы, Устье, урочище Новая, деревня Старое, урочище Бородашкино, деревня Выставка, урочище Сосновка, деревни Ямищи, Стифоновка, Наход, Котицы, Федулы, посёлок Радилово, деревни Долгие Нивы, Сопки, Сырмолоты, Лосиная Голова, Борисово и Залесье.
Дальше до устья река течёт по территории Морховского сельского поселения. На берегу стоят деревни Городецкое и Бобяхтино.

## Данные водного реестра
По данным государственного водного реестра России относится к Балтийскому бассейновому округу, водохозяйственный участок реки — Ловать и Пола, речной подбассейн реки — Волхов. Относится к речному бассейну реки Нева (включая бассейны рек Онежского и Ладожского озера).
Код объекта в государственном водном реестре — 01040200312102000023551.